# Association Main dans la main
Pour les articles homonymes, voir Main dans la main.
Main dans la main est une organisation non gouvernementale à but humanitaire créée en 1988 par Marie Nomo Messina. Basée à Douala, son but est d'accueillir, encadrer, éduquer et réintégrer les enfants en situation de vulnérabilité au Cameroun. Depuis sa création, l'association a participé à la réintégration sociale de plus de 400 enfants. Son effectif en 2015 est de 63 enfants.

## Population cible
Main dans la Main travaille auprès d'enfants et d'adolescents orphelins, abandonnés, maltraités ou exploités. Ses locaux sont basés dans le 5e arrondissement de Douala, à Bonamoussadi. 

## Diversification des activités
Depuis 2008, Main dans la Main s’est dotée d’un atelier de production textile ainsi que d’un centre de formation dans l’industrie de l’habillement.  Cet investissement permet à des jeunes filles en situation de grande précarité sociale (grossesse précoce, rejet familial, exploitation sexuelle, violence conjugale…) de bénéficier d’une formation gratuite à la couture. 
En parallèle, un atelier textile basé dans les locaux de Main dans la Main réalise des tenues de travail pour des entreprises locales. En 2014,  Il employait 5 personnes à temps complet. Cette activité permet à Main dans la Main de financer une partie de ses activités et de donner un avenir professionnel aux plus démunis.

## Soutiens
Main dans la main a reçu 4,5 millions de francs CFA du Fonds Monétaire International en 2016,,..
Main dans la Main est soutenue par des entreprises locales, des bienfaiteurs ponctuels et par des ONG basées en Europe : l’association suisse Enongene et l’ONG française Compter sur demain.

## Distinction
Marie Nomo Messina reçoit le prix Women for change en tant que fondatrice de cette association,,.